# 普亚蒂霍里夫卡
48°20′54″N 39°23′11″E / 48.34833°N 39.38639°E
普亞蒂霍里夫卡（烏克蘭語：П'ятигорівка）是位於烏克蘭東部的村莊，由盧甘斯克州卢甘斯克区的盧圖希內市鎮負責管轄。該村面積0.22平方公里，海拔高度112米，2001年人口134，人口密度每平方公里614.7人。